# Tjunojåkka
Tjunojåkka (ook wel Tjunovaggijåkka; Samisch: Čunujohka) is een bergbeek die stroomt in de Zweedse gemeente Kiruna. De Tjunojåkka ontstaat in het noorden van het nationaal park Vadvetjåkka op de grens met Noorwegen. De beek stroomt zuidwaarts ten oosten van het natuurreservaat en na ongeveer 14,5 kilometer mondt hij uit in een verbreding van de Njuorarivier. Het water belandt uiteindelijk in de Torne.